# ويليم ستيرنديل بينيت
كان السير ويليم ستيرنديل بينيت (13 أبريل 1816- 1 فبراير 1875) ملحنًا إنجليزيًا وعازف بيانو وقائد أوركسترا ومدرس موسيقى. في عمر العاشرة، سُجل بينيت في الأكاديمية الملكية للموسيقى بلندن (آر أيه إم)، حيث بقي لعشرة سنوات. عندما بلغ العشرين، كان قد بدأ بكسب سمعة باعتباره عازف بيانو في الحفلات الموسيقية، وتلقت مؤلفاته مديحًا بالغًا. من بين المعجبين ببينيت كان الملحن الألماني فيلكس مندلسون، الذي دعاه إلى لايبزيغ. هناك صادق بينيت روبرت شومان، الذي شارك مندلسون إعجابه بمؤلفاته. قضى بينيت ثلاثة فصول شتاء يؤلف ويؤدي في لايبزيغ.
في 1837، بدأ بينيت بالتدريس في آر أيه إم، التي ارتبط بها لمعظم بقية حياته. درّس هناك لعشرين عامًا، ودرّس لاحقًا في كلية الملكة بلندن. من بين تلاميذه في تلك الفترة كان آرثر سوليفان وهوبرت باري وتوباياس ماتهاي. على امتداد أربعينيات القرن التاسع عشر وخمسينياته، ألف قليلًا، رغم أنه أدى بصفة عازف بيانو وأدار الجمعية الفيلهارمونية لعشرة سنوات. روج أيضًا ترويجًا نشطًا لحفلات موسيقى الحجرة. من عام 1848 فصاعدًا، تخلل مسيرته عداء بينه وبين قائد الأوركسترا مايكل كوستا.
في 1858، عاد بينيت إلى التأليف، لكن اعتُبرت أعماله اللاحقة رغم شعبيتها قديمة الطراز، ولم تثر الحماس النقدي بقدر ما أثارته مؤلفات شبابه. كان مدرس الموسيقى في جامعة كامبريدج في 1856 حتى 1875. في 1866، صار مدير آر أيه إم، وأنقذها من الإغلاق، وظل في منصبه هذا حتى وفاته. حصل على رتبة فارس في 1871. توفي في لندن عام 1875 ودُفن في دير وستمنستر.
كان لبينيت أثر كبير على الموسيقى الإنجليزية، وليس بصفة مؤلف وحسب، بل بصفة أستاذ، ومروج لمعايير التربية الموسيقية وبصفة شخصية مهمة في حياة الحفلات الموسيقية بلندن. في السنوات الأخيرة، أُلهب تقدير مؤلفات بينيت وسُجل عدد من أعماله، بما في ذلك سيمفونية وكونسيرتي بيانو، وبعض الموسيقى الصوتية والعديد من مؤلفاته على البيانو. في مئويته الثانية في 2016، أُقيمت عدة حفلات لموسيقاه ومناسبات أخرى ذات صلة.

## سيرته

### سنواته الأولى
وُلد بينيت في شيفيلد بيوركشاير، وكان ثالث أبناء روبرت بينيت، عازف الأرغن في كنيسة شيفيلد الأسقفية، وزوجته إليزابيث، التي كانت كنيتها دون قبل زواجها. بالإضافة إلى واجباته بصفة عازف أرغن، كان روبرت بينيت قائد أوركسترا وملحنًا ومدرس بيانو، وسمى ابنه تيمنًا بصديقه ويليم ستيرنديل، الذي لحّن بينيت الأكبر بعضًا من قصائده. توفيت والدته في 1818 بعمر 27، وتوفي والده، بعد أن تزوج ثانية، في 1819. وبالتالي تيتّم بينيت في الثالثة، ورباه جده لأبيه، جون بينيت، في كامبريدج، وتلقى منه تعليمه الموسيقي الأول. كان جون بينيت مغني باس محترف، وغنى في جوقات كليات الملك وسانت جونز والثالوث. دخل بينيت الشاب جوقة كنيسة كلية الملك في فبراير 1824، حيث بقي لسنتين. في 1826، في عمر العاشرة، وقُبل في الأكاديمية الملكية للموسيقى (آر أيه إم)، والتي تأسست في 1822. أُعجب الفاحصون بموهبة الطفل حتى أنهم تنازلوا عن جميع رسوم الدراسة والمأكل.
كان بينيت طالبًا في آر أيه إم للسنوات العشرة التالية. بناء على رغبة جده، كانت دراسته الموسيقية الأولى على الكمان تحت إشراف باولو سبانوليتي ولاحقًا أنتونيو جيمس آوري. درس البيانو أيضًا تحت إشراف دبليو. إتش. هولمز، وبعد خمس سنوات، بموافقة جده، اتخذ البيانو دراسة رئيسة. كان شابًا خجولًا ومستحيًا من مهارته في التأليف، الذي درسه تحت إشراف مدير آر أيه إم، ويليام كروتش، ثم سيبرياني بوتر، الذي تولى الإدارة في 1832. من الذين صادقهم بينيت في الأكاديمية الناقد الموسيقي المستقبلي جيه. دبليو. ديفيسون. لم يدرس بينيت الغناء، لكن عندما أقامت آر أيه إم إنتاجًا طلابيًا لزواج فيغارو في 1830، لعب بينيت البالغ من العمر أربعة عشر عامًا دور ميزو سوبرانو للخادم تشيروبينو (وعادة ما تلعبه امرأة متحولة). كان ذلك ضمن إخفاقاته القليلة في حياته المهنية في آر أيه إم. علقت صحيفة ذا أوبزرفر بسخرية: «أما عن الخادم... فلن نتكلم»، لكنها أقرت بأنه غنى غناءً سارًا أرضى الجمهور. لكن جريدة الهارمونيكون سمّت أداءه «لطخة على القطعة من كل النواحي».

بين مؤلفات بينيت عندما كان طالبًا كونشيرتو بيانو (الرقم 1 في سلم دي مينور، رقم العمل الموسيقي 1)، وهي سمفونية ومقدمة لمسرحية العاصفة. تلقى الكونشيرتو العرض العام الأول في حفل أوركسترالي في كامبريدج في 28 نوفمبر 1832 وكان بينيت عازفًا منفردًا. سرعان ما أعقبت ذلك العروض في لندن، وبأمر ملكي، في قلعة ويندسور، حيث عزف بينيت في أبريل 1833 للملك ويليام الرابع والملكة أديليد. نشرت آر أيه إم الكونشرتو على نفقتها الخاصة إكرامًا له. قُدم أداء إضافي بلندن في يونيو 1833. كتب ناقد ذا هارمونيكون عن هذا الحفل:
كان الأداء الأكمل والأمتع أداء بينيت الشاب، الذي يشرف تأليفه أي أستاذ متمكن، وكان تنفيذه مفاجئًا حقًا، ليس بسبب دقته وألمعيته وحسب، بل بسبب الإحساس الذي أبداه، والذي، إذا استمر مثلما بدأ، لا بد أن يضعه في منزلة علية جدًا في مهنته في بضع سنوات.
كان فيلكس مندلسون بين الجمهور، وكان معجبًا حد أنه دعا بينيت إلى مهرجان الموسيقى الراينية السفلى في دوسلدورف. سأل بينيت: «أيمكنني أن آتي لأصير تلميذك؟» فأجابه مندلسون: «لا، لا. يجب أن تأتي لتصير صديقي».

### ألمانيا: مندلسون وشومان (1836- 1842)
في 1836، سافر بينيت إلى دوسلدورف رفقة ديفيسون الذي حضر مهرجان الموسيقى الراينية السفلى ليحضرا أول أداء لأوراتوريو سانت بول لمندلسون. مُكنت زيارة بينيت بمنحة من شركة جون برودوود وأبنائه لصناعة البيانو. بوحي من رحلته على ضفاف نهر الراين، بدأ بينيت بالعمل على مقدمته ذا نيدز (رقمها الموسيقي 15). بعد أن غادر بينيت قاصدًا الديار، كتب مندلسون لصديقهما المشترك، عازف الأرغن والملحن الإنجليزي توماس آتوود: «أظنه أكثر موسيقي شاب واعد أعرفه، وليس في بلادك وحسب، بل هنا أيضًا، وأنا مقتنع أنه إن لم يصر موسيقيًا عظيمًا جدًا، فهذه مشيئته الشخصية لا مشيئة الله».